# Poliducto
Es un ducto plástico redondo fabricado a base de polietileno de baja densidad.  Es utilizado para procesos de cableado eléctrico en casas de habitación.
Por su excelente resistencia a la humedad también se emplea directamente enterrado como protección y enrutamiento para el cableado de sistemas de alumbrado público.  
Su fabricación consiste en un sistema de doble extrusión llamado bicapa que permite un mejor control de su superficie, además, de esta manera se pueden utilizar plásticos reciclados en la parte interior de color negro, logrando con esto un beneficio ecológico.
El término no debe ser confundido con un duraducto pues a pesar de que comparten las mismas características químicas este es utilizado para la conducción de agua en sistemas de riego doméstico, aunque también se utiliza como conducción de agua a largas distancias seleccionando el espesor de pared sobre la base de la presión requerida.

## Medidas
Los poliductos tienen distintas medidas y pesos según el destino de su uso, a saber:
| Poliducto                       | Diámetro Interior (milímetros) | Peso (kg/rollo) |
| ------------------------------- | ------------------------------ | --------------- |
| poliducto bicapa 1/2" reforzado | 13                             | 9               |
| poliducto bicapa 3/4"           | 19                             | 13              |
| poliducto bicapa 1"             | 25                             | 20              |
| poliducto bicapa 1 1/4"         | 32                             | 29              |
| poliducto bicapa 1 1/2"         | 38                             | 42              |

## Nomenclatura
La nomenclatura utilizada actualmente en Centroamérica es:
- PD: Poliducto.
- R: Reforzado.
- 13: Diámetro nominal en milímetros.
- C: Rollo de 100 metros.
- L: Rollo de 50 metros.
- DD: Duraducto.
- E: Económico.
- C40: Cédula 40.
- C80: Cédula 80.

## Fuente
Revista especializada, México, 2007.
- Datos: Q16620771